# Françoise Petit
Françoise Petit est une comédienne et metteuse en scène française.

## Biographie
Après une enfance passée dans les Vosges, Françoise Petit devient comédienne en enchaînant les séries télévisées telles Comment ne pas épouser un milliardaire , Ton amour et ma jeunesse. Elle a été (alors qu'elle était étudiante) assistante de Pierre Debauche au théâtre des Amandiers de Nanterre.
Elle décide[réf. nécessaire] au milieu de la décennie soixante-dix de donner une nouvelle orientation à sa carrière qui était centrée sur les feuilletons télévisés. Elle se limite à une seule apparition au cinéma.
Dans les années 90, elle devient metteur en scène au théâtre.
Elle est l'épouse de l’acteur Jean-François Balmer depuis le 12 juin 1987.

## Filmographie

### Cinéma
- 1993 : Rupture(s) de Christine Citti[11]

### Télévision
- 1965 : Postes et télégraphes de Roger de Fontaine:  la jeune fille[12]
- 1966 : D'Artagnan chevalier du roi d' Henri Carrier : Mme de Beauvilliers[13]
- 1966 : Boulevard des faits divers : 65-66 de Jean Pignol et Guy Labourasse: Cyclamen[14]
- 1966 : Comment ne pas épouser un milliardaire : Magali Cantredon
- 1967 : Allô Police (série télévisée) de Pierre Goutas : Mlle Forest (épisode Règlement de comptes)
- 1968 : Les Demoiselles de Suresnes de Pierre Goutas : Joëlle
- 1969 : Du Blé en liasses d'Alain Brunet Françoise, l'amie de l'aéroport
- 1969 : Le Soleil des eaux de Jean-Paul Roux: Marie-Thérèse
- 1971 : A l'heure où le coq chantera de Jacques Audoir : Jennifer et Maureen
- 1972 : Au théâtre ce soir : La Pélerine écossaise de Sacha Guitry, mise en scène de Robert Manuel, réalisation Pierre Sabbagh : Huguette Duvernois[15]
- 1972 :  Boubou cravate de Daniel Kamwa
- 1973 : Ton amour et ma jeunesse d'Alain Dhenault : Diane de Rouvres[16]
- 1974 : L'Homme au contrat de Jacques Audoir : Mabel
- 1976 : L'inspecteur mène l'enquête de Jean-Paul Roux (épisode Cent ans moins trois jours)

## Théâtre
- 1980 : Les Trente Millions de Gladiator d'Eugène Labiche, mise en scène Françoise Petit[17]
- 1980 : Le Mariage de Figaro de Pierre-Augustin Caron de Beaumarchais, mise en scène Françoise Petit
- 1982 : Une journée particulière d'Ettore Scola, mise en scène Françoise Petit
- 1986 : Le Misanthrope, de Molière, mise en scène Françoise Petit, théâtre des Célestins
- 1987 : Enchaînés d'Eugene O'Neill, mise en scène Françoise Petit
- 1990 : Une nuit de Casanova de Franco Cuomo, mise en scène Françoise Petit, Petit Marigny
- 1991 : Une nuit de Casanova de Franco Cuomo, mise en scène Françoise Petit, théâtre de Nice
- 1992 : Samedi, Dimanche, Lundi d'Eduardo De Filippo, mise en scène Françoise Petit
- 1997 : Le Faiseur de Balzac, mise en scène Françoise Petit
- 1999 : Les Merdicoles de Michel Albertini, mise en scène Françoise Petit
- 2001 : Inconnu à cette adresse de Kressman Taylor, mise en scène Françoise Petit
- 2003-2004 : Baudelaire dit par Balmer, textes de Mon cœur mis à nu de Baudelaire, mise en scène Françoise Petit, théâtre Le Ranelagh, théâtre Hébertot
- 2007 : Le Talisman Balzac-Beethoven, mise en scène et adaptation Françoise Petit, théâtre de la Madeleine
- 2012-2013 : Voyage au bout de la nuit de Louis-Ferdinand Céline, mise en scène de Françoise Petit, théâtre de l'Œuvre
- 2016 : La légèreté française de Nicolas Bréhal, mise en scène Françoise Petit
- 2017 : Le Voyageur de Pablo Neruda, mise en scène Françoise Petit
- 2018 : Le CV de Dieu de Jean-Louis Fournier, mise en scène de Françoise Petit, théâtre de la Pépinière[18]
- 2022 : Les Confessions de Beethoven d'Alexandre Najjar, mise en scène Françoise Petit, théâtre des Bouffes-Parisiens